# Левалі
Левалі́ (рос. Левали; башк. Ләүәле) — присілок (у минулому село) у складі Білокатайського району Башкортостану, Росія. Адміністративний центр Тардавської сільської ради.
Населення — 314 осіб (2010; 387 у 2002).
Національний склад:
- росіяни — 70 %